# The Pagan King
 (juin 2020).
Pour plus de détails, voir Fiche technique et Distribution.
The Pagan King (Nameja gredzens) est un film britannique réalisé par Aigars Grauba, sorti en 2018,.

## Synopsis
Le film se base sur la légende de l'anneau de Namejs.

## Fiche technique
- Titre : The Pagan King
- Titre original : Nameja gredzens
- Réalisation : Aigars Grauba
- Scénario : Aigars Grauba et Max Kinnings
- Musique : Rihards Zalupe
- Photographie : Valdis Celmins
- Montage : Liga Pipare
- Production : Andrejs Ekis
- Société de production : Cinevilla Studio et Platforma Filma
- Société de distribution : Vertical Entertainment (États-Unis)
- Pays :  Royaume-Uni et  Lettonie
- Genre : Action, drame, historique et guerre
- Durée : 114 minutes
- Dates de sortie : 
  -  Lettonie : 17 janvier 2018
  -  France : 20 février 2019 (vidéo)

## Distribution
- Edvin Endre : Namejs
- James Bloor : Max von Buxhoeveden
- Dainis Grūbe : Pihto, prince de Saaremaa
- Gints Andžāns : Sakens
- Armands Ikalis : Kadags
- Andris Keišs : Ūlups
- Ieva Aleksandrova-Eklone : La femme d'Ūlups
- James Alexander : Sakaans
- Maya Arwen : Sigi
- Toms Auniņš : Daugulis
- Anele Beke : Gilla
- Artūrs Skrastiņš : Pape
- Elīna Vāne : Rāma
- Lauris Dzelzītis : Lemme
- Jānis Āmanis : Fulke
- Kaspars Kārkliņš : Arko
- Egons Dombrovskis : roi Viestards
- Kaspars Zāle : Birre
- Anete Berķe : Gilla
- Igors Šelegovskis : moine
- Juris Žagars : Traidenis